# Iello
Iello est un éditeur français de jeux de société et de jeux de cartes à collectionner créé en 2004 à Nancy par Cédric Barbé et Patrice Boulet.

## Histoire
Iello est fondée en 2004 sous le nom de Cartagogo et se limite au départ à la vente par correspondance de jeux de cartes à jouer ou à collectionner,, avant de publier son premier catalogue en janvier 2005.
Dès 2005, Cartagogo diversifie son activité en entrant dans la distribution auprès des revendeurs professionnels de jeux de cartes à jouer et à collectionner. En 2006, la société se voit confier par le fabricant Upper Deck la diffusion auprès des boutiques spécialisées du jeu de cartes à collectionner Yu-Gi-Oh!. Depuis, Iello distribue aussi les jeux d'autres éditeurs, notamment Ravensburger ou Alea.
La marque Iello est créée en 2008 avec pour objectif de traduire des jeux de société étrangers pour le marché français,. Le premier est Neuroshima Hex! en 2008.
En 2010, Iello se lance dans le développement de ses propres jeux. Le premier jeu commercialisé est King of Tokyo en 2011.  Iello USA, filiale de distribution aux États-Unis, est créée en 2012. En 2019, Iello acquiert la marque Loki.
En 2022, le groupe Médias-Participations fait l'acquisition de Iello. 
Iello est présent sur la plupart des segments du jeu de société. 

## Collections

### Jeux développés
En 2014, Iello crée la collection Minigames qui regroupe des jeux de types divers ayant pour point commun leur matériel minimaliste. Cette collection s'appuie sur une présentation standard en petites boîtes et sur un prix unique.
Iello a également développé les jeux suivants :
- King of Tokyo, 2011, Richard Garfield[6]
- Le Roi des Nains, 2011, Bruno Faidutti
- King of New York, 2014, Richard Garfield
- The Big Book of Madness, 2015, Maxime Rambourg
- La Forêt Mystérieuse, 2016, Carlo A. Rossi
- Arena : For the Gods!, 2017, Maxime Rambourg
- Bunny Kingdom, 2017, Richard Garfield
- Sticky Chameleons, 2017, Théo Rivière
- Les Montagnes Hallucinées, 2017, Rob Daviau
- Saumon frétillant, 2018, Ken Gruhl et Quentin Weir

### Jeux redéveloppés
- Biblios, 2007 (VF 2010), Steve Finn
- Welcome to the Dungeon, 2013 (VF 2015), Masato Uesugi
- Time Bomb, 2014 (VF 2016), Yusuke Sato (en japonais : 佐藤 雄介)

### Jeux traduits
- Neuroshima Hex!, 2005 (VF 2008), Michal Oracz
- Qwirkle, 2006 (VF 2010), Susan McKinley Ross
- Through the Ages, 2006 (VF 2010), Vlaada Chvátil
- Dungeon Lords, 2009 (VF 2010), Vlaada Chvátil
- Andor, 2012 (VF 2013), Michael Menzel[7]
- Huit Minutes pour un Empire, 2012 (VF 2013), Ryan Laukat
- Alchimistes, 2014 (VF 2015), Matus Kotry
- Star Realms, 2014 (VF 2016), Darwin Kastle et Robert Dougherty
- Codenames, 2015 (VF 2016), Vlaada Chvátil

### Jeux distribués
- Yu-Gi-Oh! Jeu de cartes à collectionner, inspiré du manga du même nom de Kazuki Takahashi
- World of Warcraft Jeu de cartes à collectionner, inspiré du MMORPG de Blizzard Entertainment
- Avatar, inspiré par le dessin animé Avatar, le dernier maître de l'air
- HerosDeï, jeu de cartes inspiré par les grandes civilisations
- Poker Range, cartes à jouer de poker et accessoires
- Max Protection, accessoires
- Koplow Games, dés à jouer